# Chevry (Manche)
Chevry és un municipi francès situat al departament de la Manche i a la regió de Normandia. L'any 2007 tenia 78 habitants.

## Demografia

### Població
El 2007 la població de fet de Chevry era de 78 persones. Hi havia 28 famílies de les quals 8 eren unipersonals (4 homes vivint sols i 4 dones vivint soles), 8 parelles sense fills i 12 parelles amb fills.
La població ha evolucionat segons el següent gràfic:
Habitants censats

### Habitatges
El 2007 hi havia 41 habitatges, 30 eren l'habitatge principal de la família, 7 eren segones residències i 4 estaven desocupats. Tots els 41 habitatges eren cases. Dels 30 habitatges principals, 21 estaven ocupats pels seus propietaris i 9 estaven llogats i ocupats pels llogaters; 2 tenien dues cambres, 2 en tenien tres, 9 en tenien quatre i 17 en tenien cinc o més. 21 habitatges disposaven pel capbaix d'una plaça de pàrquing. A 16 habitatges hi havia un automòbil i a 11 n'hi havia dos o més.

### Piràmide de població
La piràmide de població per edats i sexe el 2009 era:
| Homes | Edats   | Dones |
| ----- | ------- | ----- |
| 0     | 95 o +  | 0     |
| 0     | 90 a 94 | 0     |
| 0     | 85 a 89 | 0     |
| 0     | 80 a 84 | 0     |
| 4     | 75 a 79 | 4     |
| 0     | 70 a 74 | 8     |
| 4     | 65 a 69 | 4     |
| 0     | 60 a 64 | 0     |
| 0     | 55 a 59 | 0     |
| 0     | 50 a 54 | 0     |
| 0     | 45 a 49 | 0     |
| 0     | 40 a 44 | 0     |
| 4     | 35 a 39 | 0     |
| 4     | 30 a 34 | 4     |
| 4     | 25 a 29 | 8     |
| 4     | 20 a 24 | 0     |
| 0     | 15 a 19 | 0     |
| 0     | 10 a 14 | 0     |
| 4     | 5 a 9   | 4     |
| 4     | 0 a 4   | 4     |

## Economia
El 2007 la població en edat de treballar era de 46 persones, 34 eren actives i 12 eren inactives. De les 34 persones actives 33 estaven ocupades (18 homes i 15 dones) i 1 aturada (1 home). De les 12 persones inactives 2 estaven jubilades, 5 estaven estudiant i 5 estaven classificades com a «altres inactius».
Activitats econòmiques
Dels 3 establiments que hi havia el 2007, 1 era d'una empresa de construcció i 2 d'empreses de comerç i reparació d'automòbils.
L'únic servei als particulars que hi havia el 2009 era un guixaire pintor.
L'any 2000 a Chevry hi havia 12 explotacions agrícoles que ocupaven un total de 270 hectàrees.

## Poblacions més properes
El següent diagrama mostra les poblacions més properes.